# Nagroda Nikkan Sports Film dla Najlepszego Debiutanta
Nagroda Nikkan Sports Film dla Najlepszego Debiutanta to nagroda przyznawana podczas Nagród Nikkan Sports Film.

## Lista zwycięzców
| Ceremonia | Rok  | Debiutant       | Film                                                        |
| --------- | ---- | --------------- | ----------------------------------------------------------- |
| 1         | 1988 | Kumiko Goto     | Kaisha monogatari: Memories of You                          |
| 2         | 1989 | Rie Miyazawa    | Docchini suruno                                             |
| 2         | 1989 | Takeshi Kitano  | Brutalny glina                                              |
| 3         | 1990 | Riho Makise     | Tokyo Jōkū Irasshaimase Tugumi                              |
| 4         | 1991 | Hikari Ishida   | Futari Kamitsukitai/Dorakiyura yori ai-0                    |
| 5         | 1992 | Misa Shimizu    | Okoge                                                       |
| 6         | 1993 | Masato Hagiwara | Gakkō Kyôso tanjô                                           |
| 7         | 1994 | Kyōka Suzuki    | 119                                                         |
| 8         | 1995 | Tatsuya Ishii   | Kappa                                                       |
| 8         | 1995 | Shunji Iwai     | List miłosny                                                |
| 9         | 1996 | Masanobu Andō   | Powrót przyjaciół                                           |
| 10        | 1997 | Miki Sakai      | Kochać Yukai Nagareita Shichinin                            |
| 11        | 1998 | Speed           | Andromedia                                                  |
| 12        | 1999 | Ryōko Hirosue   | Poppoya Himitsu                                             |
| 13        | 2000 | Kyōko Fukada    | Shisha no Gakuensai                                         |
| 14        | 2001 | Kō Shibasaki    | Battle Royale Go                                            |
| 15        | 2002 | Aoi Miyazaki    | Gaichū                                                      |
| 16        | 2003 | Satomi Ishihara | Watashi no Guranpa                                          |
| 17        | 2004 | Masami Nagasawa | Sekai no chûshin de, ai o sakebu                            |
| 18        | 2005 | Erika Sawajiri  | Kiedyś zwyciężymy                                           |
| 19        | 2006 | Yū Aoi          | Tancerki hula                                               |
| 20        | 2007 | Yui Aragaki     | Waruboro Koizora                                            |
| 21        | 2008 | Kaho            | Utatama Tokyo Girl Sunadokei                                |
| 22        | 2009 | Masaki Okada    | I Give My First Love to You Jūryoku Piero                   |
| 23        | 2010 | Riisa Naka      | Zebraman 2                                                  |
| 24        | 2011 | Mao Inoue       | Taiheiyô no kiseki - Fox to yobareta otoko Rebirth          |
| 25        | 2012 | Emi Takei       | For Love's Sake Rurōni Kenshin                              |
| 26        | 2013 | Haru Kuroki     | A Chair on the Plains The Great Passage                     |
| 27        | 2014 | Rena Nōnen      | Hot Road                                                    |
| 28        | 2015 | Suzu Hirose     | Nasza młodsza siostra                                       |
| 29        | 2016 | Kasumi Arimura  | Nanimono Natsumi's Firefly                                  |
| 30        | 2017 | Minami Hamabe   | Chcę zjeść twoją trzustkę Ajin: Demi-Human                  |
| 31        | 2018 | Yurina Hirate   | Hibiki                                                      |
| 32        | 2019 | Kaya Kiyohara   | Aiuta: My Promise to Nakuhito Day and Night Strawberry Song |
| 33        | 2020 | Misaki Hattori  | Midnight Swan                                               |
| 34        | 2021 | Ren Komai       | Ito The Woman of S.R.I. the Movie                           |
| 35        | 2022 | Yuumi Kawai     | Plan 75 A Winter Rose A Man                                 |
| 36        | 2023 | Takehiko Inoue  | The First Slam Dunk                                         |